# 2004 QH29
2004 QH29, também escrito como 2004 QH29, é um corpo menor que está localizado no disco disperso, uma região do Sistema Solar. Ele possui uma magnitude absoluta de 7,3 e tem um diâmetro estimado com cerca de 153 km.

## Descoberta
2004 QH29 foi descoberto no dia 19 de agosto de 2004 pelo Canada-France Ecliptic Plane Survey.

## Órbita
A órbita de 2004 QH29 tem uma excentricidade de 0,223 e possui um semieixo maior de 50,529 UA. O seu periélio leva o mesmo a uma distância de 39,266 UA em relação ao Sol e seu afélio a 61,792 UA.